# Gaffel (biologie)

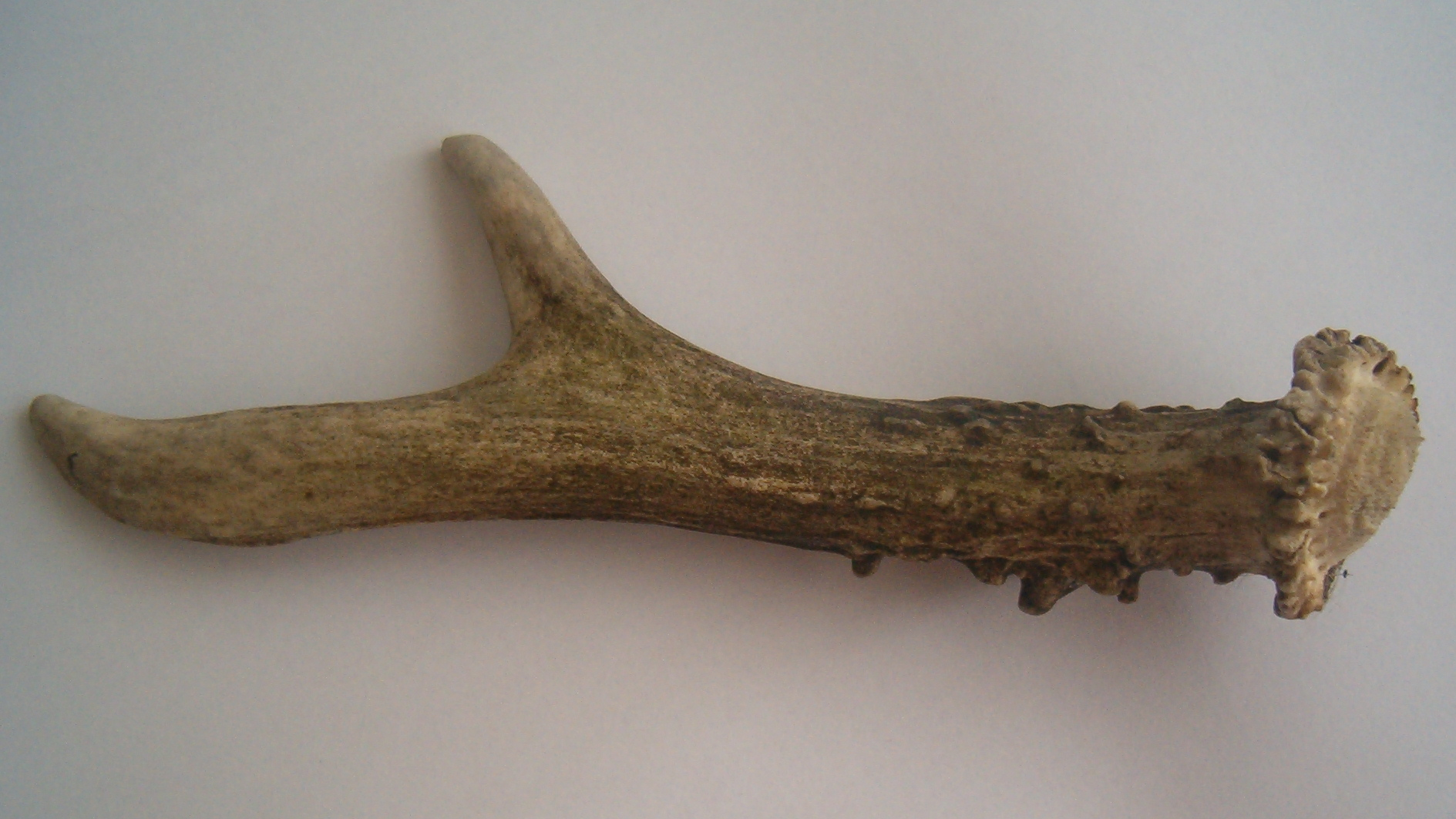
Gaffel

Een gaffel is een gewei van een hert of ree met twee uiteinden. 
Dit gewei is vorkvormig. Het (mannetjes) hert  zal in zijn tweede levensjaar een gaffel-gewei krijgen. Bij een mannetjes ree (reebok) kan dit echter ook een 1-puntig of 3-puntig gewei zijn. De term "gaffel" wordt ook wel gebruikt voor een tweejarig ree of hert.